# Ngân hàng Đầu tư Châu Âu
Ngân hàng Đầu tư Châu Âu (European Investment Bank, viết tắt EIB) là một tổ chức tài chính quốc tế thuộc sở hữu công cộng có cổ đông là các quốc gia thành viên EU. Nó được thành lập năm 1958 theo Hiệp ước Rome với tư cách là "ngân hàng định hướng chính sách" sử dụng các hoạt động tài chính cho các mục tiêu chính sách khác của EU  như hội nhập châu Âu và gắn kết xã hội. Không nên nhầm lẫn ngân hàng này với Ngân hàng Trung ương châu Âu, có trụ sở tại Frankfurt (Đức) hoặc với Ngân hàng Tái thiết và Phát triển Châu Âu (EBRD) có trụ sở tại London (Vương quốc Anh).
Các quốc gia thành viên đặt ra các mục tiêu chính sách rộng lớn của ngân hàng và giám sát các cơ quan ra quyết định của ngân hàng: hội đồng quản trị và ban giám đốc. Đây là tổ chức cho vay công cộng quốc tế lớn nhất thế giới.

## Lịch sử
Ngân hàng Đầu tư Châu Âu được thành lập khi Hiệp ước Rome có hiệu lực từ năm 1958, đặt tại Brussels và với 66 nhân viên. Năm 1968, nó được chuyển đến Luxembourg, nơi nó vẫn còn. Đến năm 1999, nó đã có hơn 1.000 nhân viên và hơn 2.000 vào năm 2012.
Tập đoàn EIB được thành lập năm 2000, bao gồm EIB và Quỹ đầu tư châu Âu (EIF), chi nhánh đầu tư mạo hiểm của EU cung cấp tài chính và bảo lãnh cho các doanh nghiệp vừa và nhỏ (DNNVV). EIB là cổ đông lớn của EIF, với 62% cổ phần. Năm 2012, Viện EIB được thành lập, với mục tiêu thúc đẩy "các sáng kiến châu Âu vì lợi ích chung" tại các quốc gia thành viên EU và các quốc gia ứng cử viên và các quốc gia ứng cử viên tiềm năng, cũng như các quốc gia EFTA.
Tổng số vốn đăng ký của Ngân hàng là 232 tỷ EUR   vào năm 2012. Vốn của EIB đã tăng gần gấp đôi từ năm 2007 đến 2009 để đối phó với cuộc khủng hoảng tài chính. Những người đứng đầu chính phủ EU đã đồng ý tăng vốn thanh toán thêm 10 tỷ EUR vào tháng 6 năm 2012, với việc thực hiện dự kiến vào đầu năm 2013.
Đối với năm tài chính 2011, EIB cho vay 61 EUR   tỷ đồng trong các sản phẩm cho vay khác nhau, nâng tổng dư nợ lên 395 EUR   tỷ; cao hơn một phần ba so với cuối năm 2008. Gần 90% trong số này là với các quốc gia thành viên EU với phần còn lại phân tán giữa khoảng 150 "quốc gia đối tác" (ở miền nam và miền đông châu Âu, khu vực Địa Trung Hải, Châu Phi, Châu Á, Châu Mỹ Latinh, Caribbean và Thái Bình Dương). Ngân hàng sử dụng xếp hạng tín dụng AAA để tự cấp vốn bằng cách tăng số tiền tương đương trên thị trường vốn.